# Млечник чахлый
Мле́чник ча́хлый (лат. Lactárius tábidus) — гриб рода Млечник (Lactarius) семейства Сыроежковые (Russulaceae). Условно съедобен.

## Описание
- Шляпка ∅ 3—5 см, вначале выпуклая, затем распростёртая с углублением и маленьким бугорком в центре, сухая, рыжеватого или охристо-кирпичного цвета.
- Пластинки слабо нисходящие, редкие, одного цвета со шляпкой или светлее.
- Споровый порошок кремового цвета. Споры 8—10 × 5—7 мкм, эллипсоидные, орнаментированные.
- Ножка ∅ 0,4—0,8 см, 2—5 см в высоту, рыхлая, позднее полая, расширенная к основанию, одного цвета со шляпкой, в верхней части светлее.
- Мякоть слабоострая.
- Млечный сок не обильный, белый, при высыхании желтеет.

## Экологияи распространение
Встречается в смешанных и лиственных лесах, во влажных местах и во мху.
Сезон: июль-сентябрь.

## Сходные виды
- Краснушка (Lactarius subdulcis) отличается не изменяющим окраски на воздухе белым млечным соком.

## Синонимы

### Латинские синонимы
- Lactarius subdulcis var. tabidus (Fr.) Quél., 1886
- Lactarius mitissimus var. tabidus (Fr.) Quél., 1888
- Lactifluus tabidus (Fr.) Kuntze, 1891
- Lactarius theiogalus sensu Neuhoff

### Русские синонимы
- Груздь нежный